# Anni sacri
Anni sacri és una encíclica del papa Pius XII sobre un programa de lluita contra l'ateisme. Va ser publicada el 12 de març de 1950, en el dotzè aniversari de la seva coronació.

## Contingut
L'encíclica és una pregària pel renovament cristià i la concòrdia dels pobles, així com un programa de lluita contra l'ateisme.
L'encíclica estableix:
La guerra s'ha acabat però la pau encara no ha arribat. La raó d'això és que les mentides injustes són substituïdes per la veritat. En alguns països, la premsa gira contra la religió i ridiculitza els sentiments religiosos. En molts altres, hi ha una persecució continuada dels fidels cristians. Per tant, és necessari que en aquest Any Sant de 1950 prediquin la veritat i el veritable evangeli de Crist.
El papa Pius XII fa una crida als esforços a tota l'Església per iniciar una veritable croada de pregària entre els fidels perquè implori els remeis adequats per als mals actuals. Demana pregàries públiques a tot el món el 26 de març, Diumenge de Passió. El papa baixarà aquell dia a la basílica de Sant Pere per resar no només amb tot el món catòlic. Els que, per malaltia, vellesa o altres motius, no puguin venir a l'església, se'ls demana que preguen a casa.

## Cites de l'encíclica
- Tot i que la guerra ha acabat gairebé a tot arreu, no obstant això, l'anhelada pau no ha arribat: una pau estable i sòlida que podria solucionar feliçment els molts i cada cop més motius de discòrdia. Moltes nacions encara s'oposen entre elles; i a mesura que la confiança disminueix comença una cursa armamentista, deixant el cor de tots vençuts per la por i la trepidació.[2]
- No només el mal més gran, sinó que l'arrel de tot el mal és aquesta: sovint la mentida se substitueix per la veritat i s'utilitza llavors com a instrument de disputa. No són poques les religions que passen per poques coses sense importància i, en altres llocs, absolutament prohibides en la vida familiar i social com a romanent de les antigues supersticions; l'ateisme públic i privat s'exalta de tal manera que Déu i la seva llei estan sent abolits, i la moral ja no té fonament. La Premsa també fa massa vulgar el sentiment religiós, mentre que no dubta a difondre les obscenitats més vergonyoses, agitant i incalculables perjudicis que condueixen a la infància tendra i a la joventut traïda.[3]
- Hem de lamentar sobretot amb una tristesa desbordant que en no poques nacions els drets de Déu, de l'Església i de la naturalesa humana siguin indignats i trepitjats. Els ministres sagrats, fins i tot els que investeixen amb altes dignitats, són expulsats de les seves pròpies seus, exiliats i empresonats o impedits de manera que impedeixin exercir el seu ministeri. En el camp de l'educació, ja sigui de nivell universitari o inferior, així com en publicacions i premsa, el permís per explicar i defensar la doctrina de l'Església no es dona o està tan restringit i està sotmès a una vigilància d'aquesta censura oficial que la proposició arbitrària que la veritat, la llibertat i la religió han de servir de manera submisa només l'autoritat civil sembla el principi establert.[4]
- Ningú no ha d'estar ociós i mandrós davant de tants mals i perills, mentre que els de l'altre camp s'esforcen a destruir la base mateixa de la religió catòlica i el culte cristià. Que mai no passi, que "els fills d'aquest món són més savis que els fills de la llum";[5] mai no sigui que aquests últims siguin menys actius que els primers.[6]
- Amb fe, amor i esperança, per tant, dirigim a Ell les nostres oracions. Que després, especialment durant aquest any sant, pugui mirar ben aviat la humanitat, oprimit per tantes desgràcies, assaltades per tantes pors i per onades de tantes discòrdies. I com un dia, amb el seu signe diví, va calmar la tempesta al llac de Galilea, de manera que avui calmi les tempestes humanes.[7]